# Make Me Bad
Make Me Bad — пісня ню-метал-групи Korn і другий сингл з їх четвертого альбому, Issues.
Пісня домоглася великого успіху, і її використовував виробник спортивного одягу Puma в рекламних роликах протягом строку, за контрактом, підписаним групою. Крім того, відеокліп (далеко не явно натхненний циклом фільмів  Чужий), який зняв режисер Мартін Вейца за участю акторів Бриджит Нільсен, Удо Кієрі і Шеннін Соссамон, отримав широку трансляцію в шоу на каналі MTV Total Request Live, ставши четвертим (і останнім) відео Korn який залишив шоу у зв'язку із закінченням терміну трансляції (65 днів).
Акустична версія пісні з альбому MTV Unplugged: Korn була поєднана з піснею The Cure «In Between Days», з The Cure як запрошеними гостями.